# Stelligera nux
Stelligera nux är en svampdjursart som beskrevs av Lendenfeld 1897. Stelligera nux ingår i släktet Stelligera och familjen Hemiasterellidae. Inga underarter finns listade i Catalogue of Life.